# برنیر-سور-مر
برنیر-سور-مر (به فرانسوی: Bernières-sur-Mer) یک کمون در فرانسه است که در Canton of Douvres-la-Délivrande واقع شده‌است.

## خصوصیات
برنیر-سور-مر ۷٫۶۶ کیلومترمربع مساحت و ۲٬۳۷۱ نفر جمعیت دارد و ۴ متر بالاتر از سطح دریا واقع شده‌است.